# Alexander Jakubov
Alexander Jakubov (* 11. ledna 1991 Praha) je slovenský fotbalový útočník vlastnící také české občanství, od ledna 2018 působící v FC Ústí Nad Labem na hostování z FC Baník Ostrava. V zahraničí působil v Rakousku a Portugalsku. Jeho bratr Jakub je fotbalovým brankářem.

## Klubová kariéra
Svou fotbalovou kariéru začal v MFK Košice, odkud zamířil ještě jako dorostenec do Interu Bratislava a následně do SV Horn, Sparty Praha a FC Porto. V roce 2010 se vrátil do Sparty a po roce podepsal Slavoj Žatec. V následující sezoně hrál za rezervu Sparty a před sezonou 2013/14 odešel na roční hostování do FK Senica. V zimě 2013/14 se vrátil zpět do svého kmenového týmu. V létě 2014 odešel na hostování do Graffinu Vlašim. V lednu 2015 přestoupil do německého klubu z nižší ligy FSV Budissa Bautzen. V létě 2016 se vrátil do ČR a posílil FK Varnsdorf. V lednu 2017 přestoupil do FC Baník Ostrava. V lednu 2018 odešel na hostování do FK Ústí nad Labem.